# Intensidad luminosa

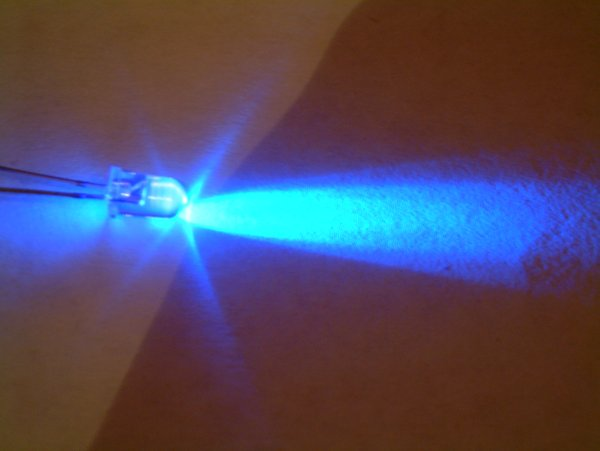
Uv-LED

En fotometría, la intensidad luminosa se define como la medida de potencia ponderada por la longitud de onda emitida por una fuente de luz en una dirección en específico por unidad de ángulo sólido. También se puede definir como la cantidad de flujo luminoso que emite una fuente por unidad de ángulo sólido. Este concepto se fundamenta en un modelo estandarizado de la sensibilidad del ojo humano, dictaminado por la función de luminosidad, dicha función es una curva basada en un promedio experimental de datos muy diferentes de científicos que utilizan diversas técnicas de medición, por ejemplo, las respuestas medidas del ojo expuestas a luces de diferentes longitudes de onda ejercen variaciones de medida distintas, en el caso de la luz violeta, se ejercen variaciones en un factor de diez.
En cuanto a su unidad de medida en el Sistema Internacional de Unidades es la candela (cd). Matemáticamente, su expresión es la siguiente:
{\displaystyle I_{V}={\frac {dF}{d\Omega }}}
entonces:
{\displaystyle I_{V}=K\int _{visible}^{\ }I(\lambda )V(\lambda )\,d\lambda }
La fotometría también es la encargada de la medición de la luz visible tal y como la perciben los ojos humanos, dicho esto se debe tener en cuenta que el ojo humano solo es capaz de ver la luz en el espectro visible, y tiene diferentes sensibilidades a la luz de diferentes longitudes de onda dentro del espectro. Cuando se está adaptado para condiciones lumínicas de brillosidad significativa (visión fotópica), el ojo presenta particularmente una sensibilidad mayor hacia la luz amarillo-verdosa a 555nm, la luz con la misma intensidad radiante en otras longitudes de onda tiene una intensidad luminosa más baja.

## Relación con otras medidas
Es importante remarcar que la intensidad luminosa es distinta del flujo luminoso, el cual es la potencia total emitida en todas las direcciones. La intensidad luminosa es la potencia  percibida por unidad de ángulo sólido. por ejemplo: Si una lámpara tiene una bombilla de 1 lumen y la óptica de la lámpara está configurada para enfocar la luz uniformemente en 1 haz estaradiano, entonces el haz tendría una intensidad luminosa de 1 candela. Si se cambiara la óptica para concentrar el haz en 1/ esteradiana, entonces la fuente tendría una intensidad luminosa de 2 candelas. El haz resultante es más estrecho y brillante, aunque su flujo luminoso permanece sin cambios.
La intensidad luminosa tampoco es lo mismo que la intensidad/flujo radiante. la cantidad física objetiva correspondiente utilizada en la ciencia de la medición de la radiometría.

## Intensidad luminosa y diferentes  tipos de fuentes
En fotometría, se denomina fuente puntual a aquella que emite la misma intensidad luminosa en todas las direcciones consideradas. Un ejemplo práctico sería una lámpara. Por el contrario, se denomina fuente o superficie reflectora de Lambert a aquella en la que la intensidad varía con el coseno del ángulo entre la dirección considerada y la normal a la superficie (o eje de simetría de la fuente).

## Unidades
Al igual que otras unidades base del SI, la candela tiene una definición operativa: se define como la descripción de un proceso físico que producirá una candela de intensidad luminosa. 
Una candela se define como la intensidad luminosa de una fuente de luz monocromática de 540 THz que tiene una intensidad radiante de 1/683 vatios por estereorradián, o aproximadamente 1,464 mW/sr. La frecuencia de 540 THz, que tiene una intensidad radiante de 1/683 vatios por estereorradian en una dirección dada, además, la medida corresponde a una longitud de onda de 555 nm, que se corresponde con la luz verde pálida en la región de máxima sensibilidad cromática del ojo . Ya que hay aproximadamente 12,6 estereorradianes en una esfera, el flujo radiante total sería de aproximadamente 18,40 mW, si la fuente emitiese de forma uniforme en todas las direcciones. Una vela corriente produce, aproximadamente, una candela de intensidad luminosa.
Antes de la definición de candela, se utilizaron una variedad de unidades de intensidad luminosa en varios países. Estos se basaban típicamente en el brillo de la llama de una "vela estándar" de composición definida, o el brillo de un filamento incandescente de diseño específico. Uno de los más conocidos de estos estándares, fue el estándar Inglés: la potencia de las velas. Esto estaba estandarizado por "Una vela de luz" que era producida por una vela pura de espermaceti que pesaba un sexto de libra y ardía a una velocidad de 120 granos por hora. Países como Alemania, Austria y Escandinavia utilizaban el Hefnerkerze, una unidad basada en una lámpara Hefner. En 1881, Jules Violle propuso el Violle como una unidad de intensidad luminosa y fue notada como la primera unidad de intensidad de luz que no dependía de las propiedades de una lámpara en partiicular. Todas estas unidades fueron reemplazadas por la definición de candela.

## Uso
La intensidad luminosa para la luz monocromática de una longitud de onda particular {\displaystyle \lambda } viene dada por:
{\displaystyle I_{v}=683*{\bar {y}}(\lambda )I_{e}}
donde:
{\displaystyle I_{v}} es la intensidad luminosa en candelas (cd),
{\displaystyle I_{e}} es la intensidad radiante en vatios por estereorradián (W/sr),
{\displaystyle {\bar {y}}(\lambda )} es la función de luminosidad estándar
Si está presente más de una longitud de onda (como suele ser usualmente), se debe sumar o integrar el espectro de longitudes de onda presentes para obtener la intensidad luminosa:
{\displaystyle I_{v}=683\int \limits _{0}^{\infty }{\bar {y}}{\tfrac {dI_{e}\lambda }{d\lambda }}d\lambda }
| Magnitud                          | Símbolo | Unidad                     | Símbolo | Notas                                                                  |
| --------------------------------- | ------- | -------------------------- | ------- | ---------------------------------------------------------------------- |
| Energía lumínica                  | Qv      | lumen segundo              | lm·s    | A veces se usa la denominación talbot, ajena al Sistema Internacional. |
| Flujo luminoso                    | Φv, F   | lumen (= cd·sr)            | lm      | Medida de la potencia luminosa.                                        |
| Intensidad luminosa               | Iv      | candela (= lm/sr)          | cd      | Es una medida de la intensidad luminosa.                               |
| Luminancia                        | Lv      | candela por metro cuadrado | cd/m2   | A veces se usa la denominación nit, ajena al Sistema Internacional.    |
| Iluminancia                       | Ev      | lux (= lm/m2)              | lx      | Usado para medir la incidencia de la luz sobre una superficie.         |
| Emitancia luminosa                | Mv      | lux (= lm/m2)              | lx      | Usado para medir la luz emitida por una superficie.                    |
| Exposición luminosa               | Hv      | lux segundo                | lx·s    | Iluminancia integrada en el tiempo.                                    |
| Eficacia luminosa de la radiación | K       | lumen por vatio            | lm/W    | Razón entre flujo luminoso y flujo radiante.                           |
| Eficacia luminosa de una fuente   | η       | lumen por vatio            | lm/W    | Razón entre flujo luminoso y potencia eléctrica consumida.             |